# 圆乐乐扇贝
圆乐乐扇贝（学名：Delectopecten alcocki），是莺蛤目海扇蛤科Delectopecten的一种。是扇贝科乐乐扇贝属的一种动物。主要分布于中国大陆，常栖息在潮下带、软泥及泥沙底、水深520－760米。